# Tenuipalpus spatulatus
Tenuipalpus spatulatus är en spindeldjursart som beskrevs av Wang 1983. Tenuipalpus spatulatus ingår i släktet Tenuipalpus och familjen Tenuipalpidae. Inga underarter finns listade i Catalogue of Life.